# Рекуха, Валентина Ивановна
Валентина Ивановна Рекуха (14.03.1942, г. Кролевец Сумской области) — работница, Герой Социалистического Труда (1981)

## Биография
Рекуха Валентина Ивановна родилась 14 марта 1942 года в городе Кролевец Сумской области в семье колхозника. В 1956 году окончила 8 классов Кролевецкой средней школы № 2. В 1962 году окончила школу рабочей молодежи. В шестнадцать лет пришла работать на Кролевецкую фабрику художественного ткачества. Наставником у девушки была Евфросиния Никитична Макаровец, которая помогла овладеть непростым делом. С 1959 по 1993 гг. работала ткачихой на Кролевецкой фабрике художественного ткачества. Ткала все, что выпускали на фабрике: полотенца, скатерти, покрывала, шторы. Валентина Рекуха была бригадиром и наставницей десятков молодых ткачих. Вместе с группой художников, которую возглавлял Иван Дударь, творили и развивали традиции кролевецкого ткачества, отыскивали что-то новое. Качество изготовленной продукции было высоким, не было таких орнаментов, которые бы не могла освоить ткачиха Валентина Рекуха. Избиралась делегатом XXVII съезда КПСС, XXVI съезда Компартии Украины, профсоюзных организаций.
Депутат Сумского областного совета.

## Семья
Муж — Рекуха Павел Иванович — заслуженный машиностроитель Украины.

## Награды
- 1971 г.  — награждена орденом Трудового Красного Знамени
- 1976 г.  — награждена орденом Трудового Красного Знамени
- 1981 г.  — получила высокую награду: Золотую медаль  Героя Социалистического Труда